# 美術

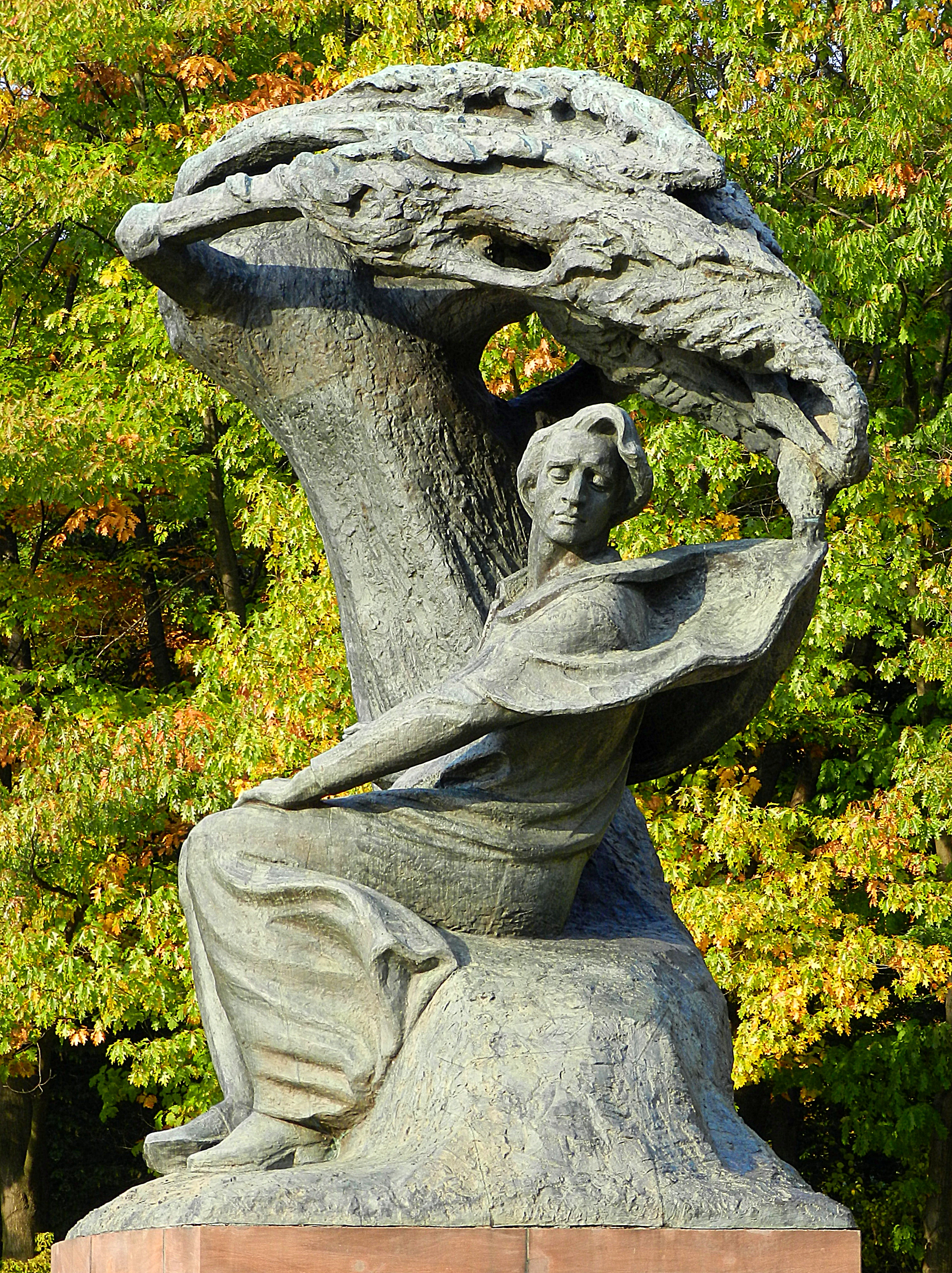
ワルシャワのショパン像／ポーランドはワルシャワのワジェンキ公園にある、フレデリック・ショパンの銅像。

美術（びじゅつ）とは、視覚で捉えることを目的として表現された造形芸術（視覚芸術）の総称。

## 定義
原始時代の洞窟壁画（ラスコーの壁画など）は呪術的な目的で描かれ、人間、牛の姿を巧みに捉え、日常的な実用性を離れた表現となっており、美術史の始めのページを飾るものである。美術は多く宗教とともに発達してきたが、近代以降は宗教から独立した一分野を形づくるようになり、個性の表現としても捉えられるようになってきている。
美術は芸術の一分野である。芸術とは、表現者あるいは表現物と、鑑賞者とが相互に作用し合うことなどで、精神的・感覚的な変動を得ようとする活動である。とりわけ表現者側の活動として捉えられる側面が強く、その場合、表現者が鑑賞者に働きかけるためにとった手段、媒体、対象などの作品やその過程を芸術と呼ぶ。表現者が鑑賞者に伝えようとする内容は、信念、思想、感覚、感情など様々である。

## 語
日本語の美術は芸術即ち、『後漢書』5巻孝安帝紀の永初4年（110年）2月の五経博士の劉珍及による「校定東觀 五經 諸子 傳記 百家蓺術 整齊脫誤 是正文字」の「蓺術」から来ており、本来の意味は技芸と学術である。
「美術」という言葉は、西周が1872年（1878年説もあり）『美妙学説』で英語のファインアート(fine arts)の訳語と翻訳した（「哲学ノ一種ニ美妙学ト云アリ、是所謂美術(ハインアート)ト相通シテ（後略）」とある）と言われるが、1873年（明治6年）、日本国政府がウィーン万国博覧会へ参加するに当たり、出品分類についてドイツ語の Kunstgewerbe および Bildende Kunst の訳語として黒川真頼（のち東京帝国大学教授・文学博士）が正式に「美術」と制定した。
黒川真頼は文部省雇として辞書編纂や史略編集、ローマ字での国語綴輯を命ぜられており、ウィーン万国博覧会「出品差出勤請書」に添付する出品規定をまとめることも兼務した時に制定したとされるが、中川一政の著書によると、もともと中国から来た「美」という文字は「羊」と「大」を繋げた文字であり、羊は生贄として神様に捧げることもする御馳走で、大きく太っている羊はうまいというのが字の由来であった。古今東西にあたって名人、天才が生んだ作品が発生する感銘は美という字の由来で縛り切れないため、黒川真頼は「美」という字を不満に感じていた。「美」という字の他にもっと良い字がないかと迷い様々な文字を検討したが適当な言葉が見当たらないため、しばらくこの字を用いると但書を書いた。
1876年（明治9年）に初の美術教育機関として工部大学校に工部美術学校が開設された。また、1877年（明治10年）の『内国勧業博覧会区分目録』には、「第三区　美術　但シ此区ハ、書画、写真、彫刻、其他総テ製品ノ精巧ニシテ其微妙ナル所ヲ示ス者トス」とあり、ファインアートのうち視覚芸術に限定した概念となった。文芸、音楽、演劇などは上位概念の「芸術」が使われている。

## 様式
ある時代の美術が一定の特徴や傾向を示している場合、様式概念を用いて説明することがよく行われる。例えばゴシック様式、バロック様式などである。一つの優れた作品、あるいは優れた作家が誕生し、時代の要求に応えた新たな美の形式を提示すると、同時代の作家たちがそれに影響され、多くの模倣作が造られるものである。

## ジャンル
代表的な美術の分野（ジャンル）は絵画と彫刻である。これに、版画、陶芸、染織、写真、インスタレーション、映像（動画）、パフォーマンスなども含む場合がある。隣接するものには、イラストレーション、デザインや工芸などの応用美術や、漫画やアニメ、映画などの大衆芸術がある。
欧米では建築が美術の一部あるいは美術に隣接した分野とされることも多い。一方、日本では建築が工学的側面から捉えられることが多く、美術と捉える意識は薄い。明治維新以降、日本政府は富国強兵・欧米列強国との不平等条約等を覆す目的で近代国家作りに励んだため、建築もまず技術として捉えられたこと、また、関東大震災などの影響で耐震技術への関心が高かったことなどが理由に挙げられる。大学においても建築の課程は芸術系に置かれるよりも、工学系に置かれる場合が多い。

## 著作権
応用美術が著作権法の保護の対象になるかどうかが論点になった判例がある。 応用美術が著作権法と意匠法のどちらで保護されるのかは、時代とともに変遷している。

## 視覚障害と美術
視覚障害者の美術鑑賞
- 直接、彫刻作品など（レプリカも含む）にさわって鑑賞する方法
- 第三者に絵画作品などを言葉で解説してもらい鑑賞する方法